# Sorious Samura
Sorious Samura (* 1964) ist ein sierra-leonischer Journalist und Dokumentarfilmer.
Er ist seit 2003 Ehrendoktor an der University of East Anglia.

## Filmografie
Sein bekanntester Film ist Cry Freetown (2000), der die Ereignisse in der sierra-leonischen Hauptstadt Freetown im Bürgerkrieg in Sierra Leone 1999 dokumentiert. Cry Freetown trug dazu bei, die damaligen Kriegsverbrechen in Sierra Leone bekannt zu machen, und soll auch den Entscheid zur Entsendung der UN-Mission UNAMSIL beeinflusst haben.
Für Exodus from Africa (2001) folgte Samura dem Weg afrikanischer Auswanderungswilliger durch Nigeria, Mali, Marokko, die Sahara, Marokko und Spanien.
Später sollte Return to Freetown folgen. Ferner produzierte Sorious Samura weitere Dokumentationen über Liberia und Uganda. 2002 berichtete er als erster über sexuelle Übergriffe von UN-Personal an Flüchtlingen in Guinea. Im selben Jahr reiste er für 21st Century War nach Afghanistan, Somalia, Usbekistan und Indonesien.
Weitere Filme Samuras sind Living with Hunger (2003) über das Leben in einem armen äthiopischen Dorf, Living with Refugees (2004) über sudanesische Flüchtlinge aus Darfur, Living with AIDS (2005) über AIDS in Sambia und Living with Illegals (2006) über den Weg illegaler afrikanischer Einwanderer von Marokko über das europäische Festland bis Großbritannien. Für diese Produktionen lebte Samura jeweils selbst einen Monat lang unter äthiopischen Dorfbewohnern von deren üblicher Essensration, in einem tschadischen Flüchtlingslager, mit illegalen afrikanischen Einwanderern bzw. als Pfleger in einem sambischen Krankenhaus.
Sorious Samura wirkte auch bei der Produktion von Blood Diamond mit.